# Andrijana Stipaničić
Andrijana Stipanicic (ur. 18 września 1981 r. w Rijece) – chorwacka biathlonistka. Jest pierwszą chorwacką biathlonistką, która zdobyła punkty w zawodach Pucharu Świata.

## Osiągnięcia

### Igrzyska Olimpijskie
| Rok  | Miejsce   | IN | SP  | PU | MS | RL |
| 2010 | Vancouver | 83 | DNS |    |    |    |

### Mistrzostwa Świata
| Rok  | Miejsce   | IN | SP | PU | MS | RL |
| 2008 | Östersund | 58 |    |    |    |    |

### Mistrzostwa Europy
| Rok  | Miejsce           | IN | SP | PU | MS | RL |
| 2006 | Langdorf-Arbersee | 67 | 61 |    |    |    |
| 2007 | Bansko            | 35 | 25 | 23 |    |    |
| 2008 | Nové Město        | 47 | 23 | 22 |    |    |

IN – bieg indywidualny, SP – sprint, PU – bieg pościgowy, MS – bieg ze startu wspólnego, RL – sztafeta

### Puchar Świata

#### Miejsca w klasyfikacji generalnej
| Sezon     | Miejsce |
| --------- | ------- |
| 2008/2009 | 93.     |